# Harmonicon audeae
Harmonicon audeae är en spindelart som beskrevs av Robert Joseph Jean-Marie Maréchal och Christian Marty 1998. Harmonicon audeae ingår i släktet Harmonicon och familjen Dipluridae.
Artens utbredningsområde är Franska Guyana. Inga underarter finns listade i Catalogue of Life.